# Antonio Conte
Antonio Conte (31. červenec 1969 Lecce, Itálie) je italský fotbalový trenér a bývalý fotbalový záložník, který od června 2024 vede Neapol.

## Hráčská kariéra

### Klubová
Od roku 1982 byl hráčem Lecce. Ve věku 16 let v roce 1986 hrál první utkání za dospělé a to v nejvyšší lize. V Lecce působil do listopadu 1991 a zažil zde sestupy do druhé ligy a také návraty mezi elitu.
Po 9 utkání v sezoně 1991/92 byl prodán za 7 miliard lir do Juventusu. Velice o něj stál tehdejší trenér Giovanni Trapattoni. V sezoně 1992/93 získal první evropský pohár a to pohár UEFA. Hrál tak skvěle že se dostal i do reprezentace. S příchodem nového trenéra Lippiho se stal středovým záložníkem, který dostával na starost černou práci. Získal první titul v lize a také pohár (double). K tomu poté získal ještě superpohár. V poháru UEFA ale prohrál ve finále s Parmou. V následující sezoně 1995/96 nastoupil i s kapitánskou páskou. I když ligu neobhájil, sezona díky vítězství v LM byl úspěšná.
Po odchodu Vialliho se stal kapitánem mužstva natrvalo. Finále LM ještě odehrál třikrát, jenže vždy prohrál (1996/97, 1997/98, 2002/03). Poté ještě slavil čtyři tituly v lize (1996/97, 1997/98, 2001/02, 2002/03) a tři vítězství v italském superpoháru (1997, 2002, 2003). I když skončit s fotbalem nemusel, protože Bianconeri stále o něj mělo zájem, rozhodl se v 35 letech skončit a začít trénovat. Za Bianconeri hrál 13 let do roku 2004. Za tuhle dobu odehrál celkem 419 (296 v Serii A) utkání a vstřelil 44 (29 v Serii A) branek a získal celkem 12 trofejí.

### Reprezentační
Za reprezentaci odehrál 20 utkání a vstřelil 2 branky. První utkání odehrál ve věku 24 let 27. května 1994 proti Finsku (2:0). Dostal se do nominace na MS 1994 konané ve Spojených státech. Odehrál dva zápasy a s týmem se dostal do finále, kde podlehli Brazílii až na penalty. První branku vstřelil do Dánské brány (2:1) 27. března 1999. Další turnaj pro něj bylo ME 2000. Odehrál tři zápasy a vstřelil i branku. Znovu získává stříbrnou medaili po porážce z Francii (1:2) které skončilo díky vstřelení zlatého gólu. Poté se již v národním týmu neukázal.

## Trenérská kariéra

### Arezzo a Bari
Po ukončení hráčské kariéry pracoval jako asistent trenéra pro Sienu po boku De Cania v sezoně 2005/06. V červenci 2006 byl jmenován trenérem druholigového Arezza, ale po sérii neuspokojivých výsledků byl 31. října 2006 vyhozen. Dne 13. března 2007 byl znovu povolán. Jenže nepřišlo žádné výrazné zlepšení i když vyhrál pět zápasů po sobě. I tak nezabránil sestupu klubu do 3. ligy.
Dne 28. prosince 2007 se stal novým trenérem v druholigovém Bari. Klub zachránil v soutěži když obsadil 11. místo. V následující sezoně postavil formaci, která měla silnou stránku v ofenzivních křídlech. Klub se dostal na 1. místo a nakonec po 8 letech slavil postup do Serie A. I když akceptoval v červnu nové podmínky smlouvy, rozhodl se po třech týdnech ji vypovědět.

### Atalanta a Siena
Téměř tři měsíce po odchodu z Bari, byl dne 21. září 2009 oznámen, že se stal novým trenérem do prvoligové Atalanty. Hned v prvním utkání byl vyloučen z lavičky. Po získání 13 bodů ve 13 zápasech (3 výhry, 4 remízy, 6 porážek) dne 7. ledna 2010 po porážce, kterou utrpěl doma proti Neapoli rezignoval.
Další angažmá získal v druholigové Sieně se kterou skončil na 2. místě, což znamenal přímý postup do Serie A.

### Juventus
Dne 22. května 2011 Giuseppe Marotta jmenoval Conteho jejich novým trenérem. Nahradil Luigiho Delneriho poté, co Luigi ukončil sezonu s Juventusem na 7. místě v tabulce. Očekávalo se, že Conte přivede Juventus k jejich návratu na špičku italské a evropské fotbalové scény. Očekávání bylo splněno hned v následující sezóně, kdy Conte usedl s Juventusem na italský trůn, a navíc s ním za celou sezónu neprohrál jediný ligový zápas. V tomto trendu pokračoval i následující sezóny. V červenci 2014 se rozhodl klub po třech vyhraných titulech v řadě opustit, a to údajně kvůli přestupové politice vedení Juventusu. Na jeho místě ho nahradil Massimiliano Allegri.

### Italská fotbalová reprezentace
V srpnu 2014 se stal trenérem italské fotbalové reprezentace, kde vystřídal krajana Cesare Prandelliho, který na funkci rezignoval po neúspěšném Mistrovství světa 2014 v Brazílii.

### Chelsea
Dne 14. července 2016 byl ohlášen jako nový trenér anglické Chelsea. Hned při první sezoně dosáhl titulu v lize a to dvě kola před koncem. Také se dostal do finále FA Cupu, jenže prohrál 1:2 s Arsenalem.
Po pozitivním debutovém roce však následovala prohra opět s Arsenalem na penalty v Community Shield. V LM vypadl s Barcelonou v osmifinále a lize obsadil 5. místo a nedosáhl tak minimálního cíle kvalifikace do Ligy mistrů. Alespoň získal FA Cup, když porazil Manchester United 1:0. Vztahy mezi vedením byli špatné a tak 13. července 2018 vedení oznámilo odvolání trenéra.

### Inter
Dne 31. května 2019 se stal novým trenérem italského Interu. Příchod bývalého hráče staré dámy hodně špatně braly fanoušci Nerazzurri. Prvních šest ligových zápasů, včetně derby vyhrál. Dne 6. ledna 2020 se po vítězství 3:1 nad Neapolí, dosáhl 100 vítězství v Serii A jako trenér, což bylo nejrychlejší překročení tohoto milníku v historii italské ligy. I ve druhém derby vyhrál a stal se prvním trenérem Nerazzurri, který ve své debutové sezóně vyhrál oba zápasy, po Carcanovi v sezóně 1945/46. Těsně po derby, které vyneslo tým do čela tabulky, zaznamenali výsledkový propad a definitivně opustili 1. místo. Nakonec v lize skončil na 2. místě, jen o bod za Juventusem. V LM skončil na 3. místě ve skupině a tak mohl hrát ještě EL ve které skončil až ve finále (po 22 letech), kde prohrál 2:3 se Sevillou.
V následující sezoně bylo ve znamení smíšených výsledků v prvních dvou měsících, které však udrželi tým v kontaktu s předními pozicemi. Po listopadové přestávky dal dohromady sérii osmi po sobě jdoucích vítězství, která je posunula na 2. místo blízko Milána, který se stal zimním mistrem. Od 22. kola byl na 1. místě a to si pohlídali do konce sezony a mohli tak slavit po 11 letech titul a celkem šestý titul jako trenér. V LM vyhrál ve skupině jen jedno utkání a skončil na 4. místě. I když získal titul pro Nerazzurri tak došlo 26. května 2021 k náhlému ukončení smlouvy.

### Tottenham
Nové angažmá po odchodu od Nerazzurri nenašel, ale po špatném začátku u anglického Tottenhamu se 2. listopadu 2021 se vedení klubu rozhodlo jej angažovat. Více méně se mu dařilo a 29. prosince, po remíze v Southamptonu, se stal prvním trenérem Spurs, který zůstal v lize neporažen v prvních sedmi odehraných zápasech (4 výhry a 3 remízy). Ligu uzavřel na 4. místě, čímž se Spurs po dvou letech vrátil do LM.
Následující sezóna se ukázala jako těžká, jak na sportovní, tak na osobní úrovni. Nejprve v říjnu 2022 náhle zemřel na akutní myeloidní leukémii atletický trenér londýnského týmu Giampiero Ventrone, s nímž spojil velkou část své fotbalové a poté i trenérské kariéry. V únoru 2023 musel dočasně opustit vedení Spurs, kvůli následkům operace odstranění žlučníku a následné rekonvalescenci. Po neuspokojivému výkonech jak v lize tak i v LM se dne 26. března 2023 vedení klubu rozhodlo jej odvolat.

### Neapol
Po dlouhém odpočinku se rozhodl 5. června 2024 přijmout práci trenéra v italské Neapoli.

## Hráčská statistika

### Klubová
| Sezóna             | Klub               | Liga               | Liga   | Liga | Ligové poháry | Ligové poháry | Ligové poháry | Kontinentální poháry | Kontinentální poháry | Kontinentální poháry | Celkem | Celkem |
| Sezóna             | Klub               | Soutěž             | Zápasy | Góly | Soutěž        | Zápasy        | Góly          | Soutěž               | Zápasy               | Góly                 | Zápasy | Góly   |
| ------------------ | ------------------ | ------------------ | ------ | ---- | ------------- | ------------- | ------------- | -------------------- | -------------------- | -------------------- | ------ | ------ |
| 1985/86            | Lecce              | Serie A            | 2      | 0    | IP            | 0             | 0             | -                    | 0                    | 0                    | 2      | 0      |
| 1986/87            | Lecce              | Serie B            | 0      | 0    | IP            | 2             | 0             | -                    | 0                    | 0                    | 2      | 0      |
| 1987/88            | Lecce              | Serie B            | 3      | 0    | IP            | 2             | 0             | -                    | 0                    | 0                    | 5      | 0      |
| 1988/89            | Lecce              | Serie A            | 19     | 0    | IP            | 2             | 0             | -                    | 0                    | 0                    | 21     | 0      |
| 1989/90            | Lecce              | Serie A            | 28     | 1    | IP            | 1             | 0             | -                    | 0                    | 0                    | 29     | 1      |
| 1990/91            | Lecce              | Serie A            | 28     | 0    | IP            | 3             | 0             | -                    | 0                    | 0                    | 31     | 0      |
| 1991               | Lecce              | Serie B            | 9      | 0    | IP            | 0             | 0             | -                    | 0                    | 0                    | 9      | 0      |
| Celkem za Lecce    | Celkem za Lecce    | Celkem za Lecce    | 89     | 1    | -             | 10            | 0             | -                    | 0                    | 0                    | 99     | 1      |
| 1991/92            | Juventus           | Serie A            | 14     | 0    | IP            | 6             | 0             | -                    | 0                    | 0                    | 20     | 0      |
| 1992/93            | Juventus           | Serie A            | 31     | 2    | IP            | 6             | 0             | PU                   | 10                   | 1                    | 47     | 3      |
| 1993/94            | Juventus           | Serie A            | 32     | 4    | IP            | 1             | 0             | PU                   | 8                    | 0                    | 41     | 4      |
| 1994/95            | Juventus           | Serie A            | 23     | 1    | IP            | 4             | 0             | PU                   | 5                    | 2                    | 32     | 3      |
| 1995/96            | Juventus           | Serie A            | 29     | 5    | IP+IS         | 2+1           | 0             | LM                   | 9                    | 2                    | 41     | 7      |
| 1996/97            | Juventus           | Serie A            | 6      | 0    | IP            | 1             | 1             | LM+ES+IP             | 3+0+0                | 0                    | 10     | 1      |
| 1997/98            | Juventus           | Serie A            | 28     | 4    | IP+IS         | 6+1           | 1+1           | LM                   | 9                    | 0                    | 44     | 6      |
| 1998/99            | Juventus           | Serie A            | 29+1   | 4    | IP+IS         | 2+0           | 0             | LM                   | 6                    | 3                    | 38     | 7      |
| 1999/00            | Juventus           | Serie A            | 28     | 4    | IP            | 2             | 1             | Int.+PU              | 4+4                  | 1+1                  | 38     | 7      |
| 2000/01            | Juventus           | Serie A            | 21     | 2    | IP            | 2             | 1             | LM                   | 5                    | 0                    | 28     | 3      |
| 2001/02            | Juventus           | Serie A            | 20     | 1    | IP            | 5             | 0             | LM                   | 4                    | 0                    | 29     | 1      |
| 2002/03            | Juventus           | Serie A            | 18     | 1    | IP+IS         | 2+0           | 0             | LM                   | 7                    | 0                    | 27     | 1      |
| 2003/04            | Juventus           | Serie A            | 16     | 1    | IP+IS         | 4+0           | 0             | LM                   | 4                    | 0                    | 24     | 1      |
| Celkem za Juventus | Celkem za Juventus | Celkem za Juventus | 296    | 29   | -             | 45            | 5             | -                    | 78                   | 10                   | 419    | 44     |
| Celkově            | Celkově            | Celkově            | 385    | 30   | -             | 55            | 5             | -                    | 78                   | 10                   | 518    | 45     |

### Reprezentační

#### Statistika na velkých turnajích
| Reprezentace | Rok     | Zápasy             | Zápasy | Zápasy    | Zápasy           | Zápasy           | Zápasy   |
| Reprezentace | Rok     | Fáze turnaje       | Datum  | Soupeř    | Odehraných minut | Vstřelené branky | Výsledek |
| ------------ | ------- | ------------------ | ------ | --------- | ---------------- | ---------------- | -------- |
| Itálie       | MS 1994 | Čtvrtfinále        | 9. 7.  | Španělsko | 66               | 0                | 2:1      |
| Itálie       | MS 1994 | Semifinále         | 13. 7. | Bulharsko | 34               | 0                | 2:1      |
| Itálie       | ME 2000 | 1 zápas ve skupině | 11. 6. | Turecko   | 90               | 1                | 2:1      |
| Itálie       | ME 2000 | 2 zápas ve skupině | 14. 6. | Belgie    | 90               | 0                | 2:0      |
| Itálie       | ME 2000 | Čtvrtfinále        | 24. 6. | Rumunsko  | 56               | 0                | 2:0      |

#### Reprezentační branky
| Gól | Datum       | Stadion                      | Soupeř  | Skóre | Výsledek | Soutěž                 |
| --- | ----------- | ---------------------------- | ------- | ----- | -------- | ---------------------- |
| 010 | 27. 3. 1999 | Parken, Kodaň, Dánsko        | Dánsko  | 1:2   | 1:2      | Kvalifikace na ME 2000 |
| 020 | 11. 6. 2000 | GelreDome, Arnheim, Nizozemí | Turecko | 1:0   | 2:1      | ME 2000 - skupina      |

## Trenérská statistika

### Klubová
| Sezóna              | Klub                | Liga                | Liga   | Liga  | Liga   | Liga   | Liga                                                             | Ligové poháry | Ligové poháry | Ligové poháry | Ligové poháry | Ligové poháry | Ligové poháry    | Kontinentální poháry | Kontinentální poháry | Kontinentální poháry | Kontinentální poháry | Kontinentální poháry | Kontinentální poháry | Celkem | Celkem | Celkem | Celkem |
| Sezóna              | Klub                | Soutěž              | Zápasy | Výhry | Remízy | Prohry | Umístění                                                         | Soutěž        | Zápasy        | Výhry         | Remízy        | Prohry        | Úspěch           | Soutěž               | Zápasy               | Výhry                | Remízy               | Prohry               | Úspěch               | Zápasy | Výhry  | Remízy | Prohry |
| ------------------- | ------------------- | ------------------- | ------ | ----- | ------ | ------ | ---------------------------------------------------------------- | ------------- | ------------- | ------------- | ------------- | ------------- | ---------------- | -------------------- | -------------------- | -------------------- | -------------------- | -------------------- | -------------------- | ------ | ------ | ------ | ------ |
| 2006/07             | Arezzo              | Serie B             | 24     | 8     | 8      | 8      | Trenérem: 1.–9. kolo, 22. kolo a 29.–42. kolo 20. místo (sestup) | IP            | 3             | 1             | 2             | 0             | -                | -                    | 0                    | 0                    | 0                    | 0                    | -                    | 27     | 9      | 10     | 8      |
| 2008                | Bari                | Serie B             | 23     | 9     | 6      | 8      | Nastoupil v led. 11. místo                                       | -             | 0             | 0             | 0             | 0             | -                | -                    | 0                    | 0                    | 0                    | 0                    | -                    | 23     | 9      | 6      | 8      |
| 2008/09             | Bari                | Serie B             | 42     | 22    | 14     | 6      | 1. místo (postup)                                                | IP            | 2             | 1             | 0             | 1             | -                | -                    | 0                    | 0                    | 0                    | 0                    | -                    | 44     | 23     | 14     | 7      |
| Celkem za Bari      | Celkem za Bari      | Celkem za Bari      | 65     | 31    | 20     | 14     | -                                                                | -             | 2             | 1             | 0             | 1             | -                | -                    | 0                    | 0                    | 0                    | 0                    | -                    | 67     | 32     | 20     | 15     |
| 2009/10             | Atalanta            | Serie A             | 13     | 3     | 4      | 6      | Propuštěn v led.                                                 | IP            | 1             | 0             | 0             | 1             | -                | -                    | 0                    | 0                    | 0                    | 0                    | -                    | 14     | 3      | 4      | 7      |
| 2010/11             | Siena               | Serie B             | 42     | 21    | 14     | 7      | 2. místo (postup)                                                | IP            | 2             | 1             | 0             | 1             | -                | -                    | 0                    | 0                    | 0                    | 0                    | -                    | 44     | 22     | 14     | 8      |
| 2011/12             | Juventus            | Serie A             | 38     | 23    | 15     | 0      |                                                                  | IP            | 5             | 3             | 1             | 1             | Stříbrná medaile | -                    | 0                    | 0                    | 0                    | 0                    | -                    | 43     | 26     | 16     | 1      |
| 2012/13             | Juventus            | Serie A             | 38     | 27    | 6      | 5      |                                                                  | IP+IS         | 4+1           | 3+1           | 1             | 1             |                  | LM                   | 10                   | 5                    | 3                    | 2                    | -                    | 53     | 35     | 10     | 8      |
| 2013/14             | Juventus            | Serie A             | 38     | 33    | 3      | 2      |                                                                  | IP+IS         | 2+1           | 1+1           | 0             | 1             |                  | LM+EL                | 6+8                  | 1+5                  | 3+2                  | 2+1                  | Semifinále           | 55     | 41     | 8      | 6      |
| Celkem za Juventus  | Celkem za Juventus  | Celkem za Juventus  | 114    | 83    | 24     | 7      | -                                                                | -             | 13            | 8             | 2             | 3             | -                | -                    | 24                   | 11                   | 8                    | 5                    | -                    | 151    | 102    | 34     | 15     |
| 2016/17             | Chelsea             | Premier League      | 38     | 30    | 3      | 5      |                                                                  | AP+ALP        | 6+3           | 5+2           | 0             | 1+1           | Stříbrná medaile | -                    | 0                    | 0                    | 0                    | 0                    | -                    | 47     | 37     | 3      | 7      |
| 2017/18             | Chelsea             | Premier League      | 38     | 21    | 7      | 10     | 5. místo                                                         | AP+ALP+AS     | 7+5+1         | 5+3           | 2+1+1         | 0+1           |                  | LM                   | 8                    | 3                    | 3                    | 2                    | -                    | 59     | 32     | 14     | 13     |
| Celkem za Chelsea   | Celkem za Chelsea   | Celkem za Chelsea   | 76     | 51    | 10     | 15     | -                                                                | -             | 22            | 15            | 4             | 3             | -                | -                    | 8                    | 3                    | 3                    | 2                    | -                    | 106    | 69     | 17     | 20     |
| 2019/20             | Inter               | Serie A             | 38     | 24    | 10     | 4      | Stříbrná medaile                                                 | IP            | 4             | 2             | 1             | 1             | Semifinále       | LM+EL                | 6+6                  | 2+5                  | 1+0                  | 3+1                  | Stříbrná medaile     | 54     | 33     | 12     | 9      |
| 2020/21             | Inter               | Serie A             | 38     | 28    | 7      | 3      |                                                                  | IP            | 4             | 2             | 1             | 1             | Semifinále       | LM                   | 6                    | 1                    | 3                    | 2                    | -                    | 48     | 31     | 11     | 6      |
| Celkem za Inter     | Celkem za Inter     | Celkem za Inter     | 76     | 52    | 17     | 7      | -                                                                | -             | 8             | 4             | 2             | 2             | -                | -                    | 18                   | 8                    | 4                    | 6                    | -                    | 102    | 64     | 23     | 15     |
| 2021/22             | Tottenham           | Premier League      | 28     | 17    | 5      | 6      | Nastoupil v lis. 4. místo                                        | AP+ALP        | 3+3           | 2+1           | 0             | 1+2           | -                | EKL                  | 3                    | 1                    | 0                    | 2                    | -                    | 37     | 21     | 5      | 11     |
| 2022/23             | Tottenham           | Premier League      | 28     | 15    | 4      | 9      | Propuštěn v bře.                                                 | AP+ALP        | 3+1           | 2+0           | 0             | 1+1           | -                | LM                   | 8                    | 3                    | 3                    | 2                    | -                    | 40     | 20     | 7      | 13     |
| Celkem za Tottenham | Celkem za Tottenham | Celkem za Tottenham | 56     | 32    | 9      | 15     | -                                                                | -             | 10            | 5             | 0             | 5             | -                | -                    | 11                   | 4                    | 3                    | 4                    | -                    | 77     | 41     | 12     | 24     |
| 2024/25             | Neapol              | Serie A             | 38     | 24    | 10     | 4      |                                                                  | IP            | 3             | 1             | 1             | 1             | -                | -                    | 0                    | 0                    | 0                    | 0                    | -                    | 41     | 25     | 11     | 5      |
| Celkově             | Celkově             | Celkově             | 504    | 305   | 118    | 81     | -                                                                | -             | 64            | 36            | 11            | 17            | -                | -                    | 61                   | 26                   | 18                   | 17                   | -                    | 629    | 367    | 147    | 115    |

### Reprezentační
| 2014–2015 | Itálie | Kvalifikace ME 2016 | 1. místo ve skupině | 10 | 7  | 3 | 0 |
| 2016      | Itálie | ME 2016             | Čtvrtfinále         | 5  | 3  | 1 | 1 |
| 2014–2016 | Itálie | přátelské utkání    | -                   | 10 | 4  | 3 | 3 |
| Celkem    | Celkem | Celkem              | Celkem              | 25 | 14 | 7 | 4 |

## Úspěchy

### Hráčské

#### Klubové

##### Národní
- vítěz italské ligy (5x)

Juventus: 1994/95, 1996/97, 1997/98, 2001/02, 2002/03
- vítěz italského poháru (1x)

Juventus: 1994/95
- vítěz italského superpoháru (4x)

Juventus: 1996, 1997, 2002, 2003

##### Kontinentální
- vítěz ligy mistrů UEFA (1x)

Juventus: 1995/96
- vítěz poháru UEFA (1x)

Juventus: 1992/93
- vítěz poháru Intertoto (1x)

Juventus: 1999

#### Reprezentační
- 1× na MS (1994 – stříbro)
- 1× na ME (2000 – stříbro)

### Trenérské

#### Klubové
- vítěz italské ligy (5x)

Juventus: 2011/12, 2012/13, 2013/14

Inter: 2020/21

Neapol: 2024/25
- vítěz anglické ligy (1x)

Chelsea: 2016/17
- vítěz 2. italské ligy (4x)

Bari: 2008/09
- vítěz anglického poháru (1x)

Chelsea: 2017/18
- vítěz italského superpoháru (2x)

Juventus: 2012, 2013

#### Reprezentační
- 1× na ME (2016)

### Individuální
- 4x nejlepší trenér roku v Itálii (2012, 2013, 2014, 2021)
- 1x Globe Soccer Awards (2013)
- 1x nejlepší trenér v Anglii (2016/17)
- člen síně slávy italského fotbalu (2021)

### Vyznamenání
Řád zásluh o Italskou republiku (12. července 2000) z podnětu Prezidenta Itálie